# Stadtpark (Lutherstadt Wittenberg)

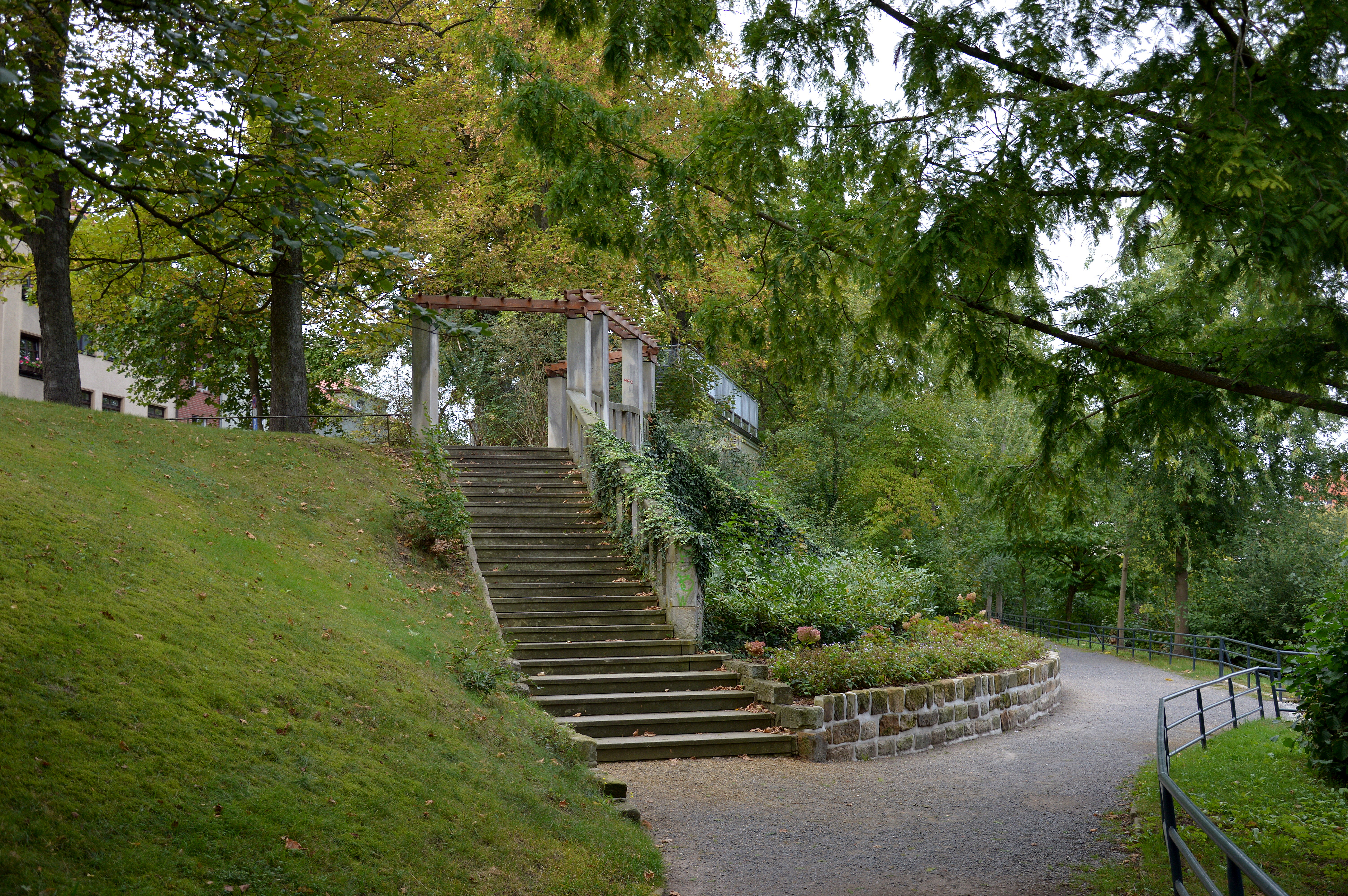
Stadtpark Wittenberg, Treppe zur Mauerstraße

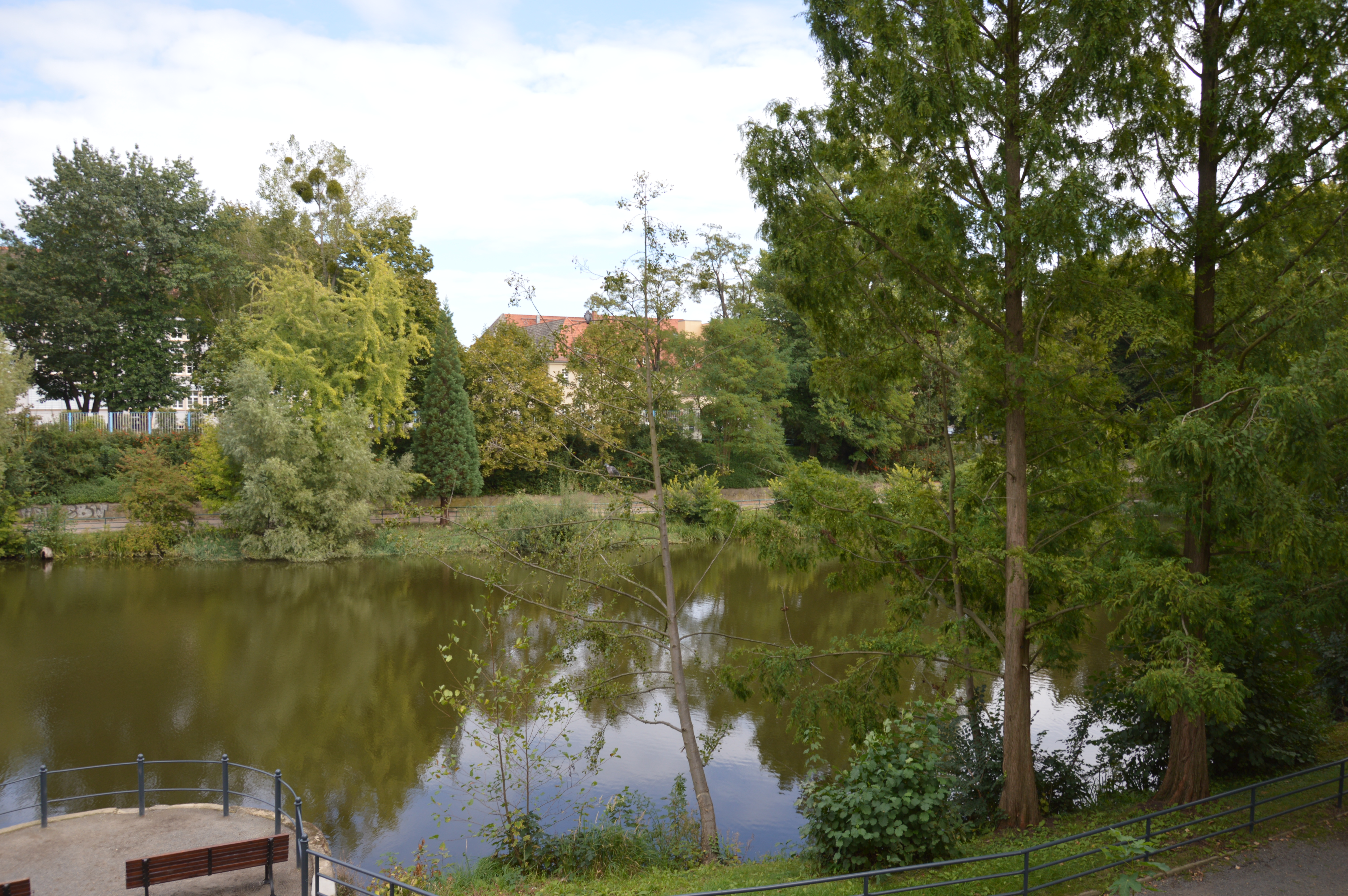
Schwanenteich

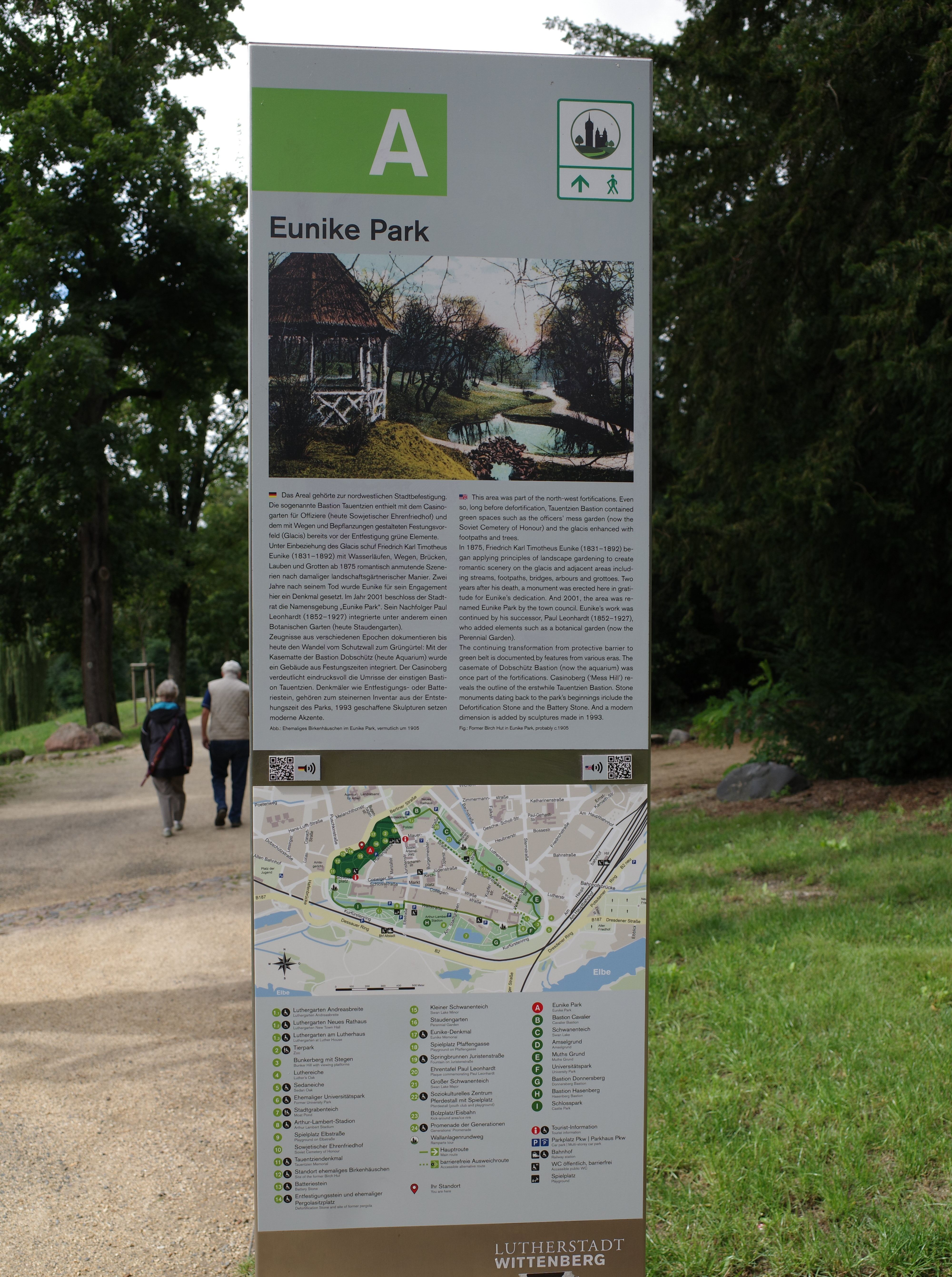
Informationstafel im Stadtpark

Der Stadtpark ist eine denkmalgeschützte Parkanlage in Lutherstadt Wittenberg in Sachsen-Anhalt.

## Lage
Er umgibt ringförmig die Altstadt.

## Architektur und Geschichte
Der Park entstand, nach dem die Festungsanlagen Wittenbergs aufgegeben worden waren, im Bereich des ehemaligen, die Altstadt umspannenden Wallgrabenrings. Die Anlage des Parks erfolgte ab 1873 durch Fritz Eunike. Nach 1904 war Paul Leonhardt mit den Arbeiten am Park befasst.
Im Park sind diverse Zeugnisse der Festungsanlagen erhalten, darunter die Artilleriewagenhalle Nr. 3. Außerdem befinden sich im Park mehrere Denkmale, so der Batteriestein, der Entfestigungsstein und das Fritz-Eunike-Denkmal. Im nördlichen Teil des Parks liegt der Schwanenteich.
Der Park ist stadtgeschichtlich und städtebaulich von besonderer Bedeutung. Er markiert einerseits den Bereich der ehemaligen Festungsanlagen und den Übergang von der historischen Altstadt zum Gebiet der Stadterweiterung aus der Gründerzeit. In seinem südlichen Bereich ist er andererseits die Voraussetzung für die Bewahrung des traditionellen Stadtpanoramas, da er Teile des somit unbebauten Bereichs zwischen der südlich fließenden Elbe und der Altstadt umfasst.
Im örtlichen Denkmalverzeichnis ist der Park unter der Erfassungsnummer 094 36012 als Denkmalbereich verzeichnet.